# Kuldip Singh

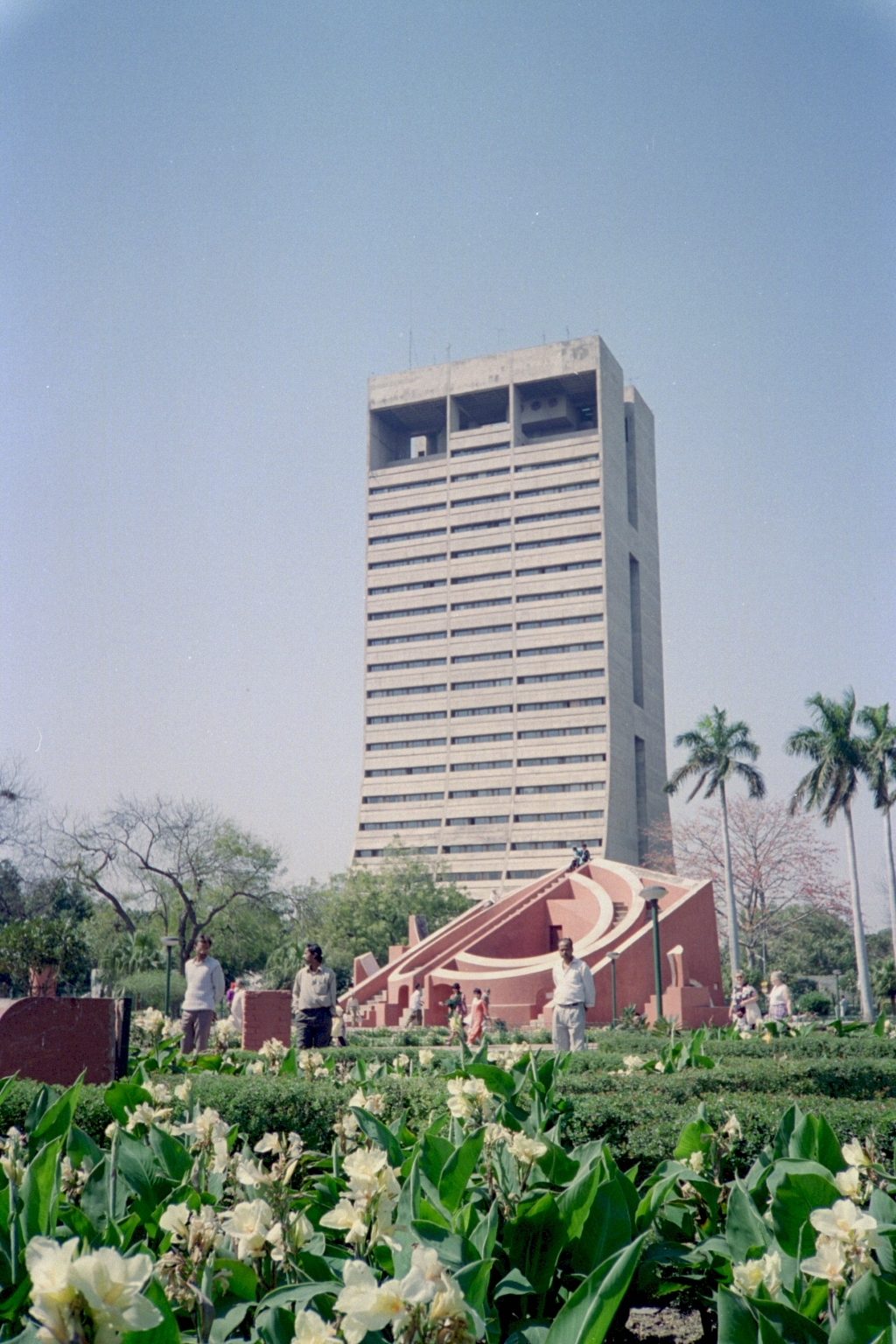
Palika Kendra

Kuldip Singh (* 1934; † 10. November 2020 in Delhi) war ein indischer Architekt und Kunstsammler. 

## Leben
Kuldip Singh graduierte 1957 an der School of Planning and Architecture in Delhi. Zusammen mit Balkrishna Vithaldas Doshi, Raj Rewal, Achyut Kanvinde und Charles Correa war er während der Entkolonialisierungszeit in Indien ein Aktivist der indischen Architekturbewegung.
Singh war bekannt für seine strukturell komplexen modernen Entwürfe und seine Verwendung von Beton. Er galt als einer der ersten Vertreter der Moderne in Indien. Zwei der bekanntesten Regierungsgebäude in Delhi wurden von ihm entworfen, das 1980 fertiggestellte Gebäude der National Cooperative Development Corporation und das 1983 fertiggestellte Palika Kendra (New Delhi Municipal Council).
Singh war auch bekannt für seine einzigartige Kunstsammlung mit circa 350 Thanjavur-Gemälden, einem südindischen Kunststil.
Singh starb im November 2020 an den Folgen von COVID-19.